# Pandemija covida-19
Pandemija covida-19 ali pandemija koronavirusne bolezni 2019 je trenutni globalni izbruh covida-19, ki jo povzroča koronavirus sindroma akutne respiratorne stiske 2 (SARS-CoV-2). Nalezljiva bolezen je izbruhnila decembra 2019 v mestu Vuhan v kitajski provinci Hubej. Svetovna zdravstvena organizacija je zaradi širjenja 30. januarja 2020 razglasila javnozdravstveno krizo mednarodnih razsežnosti, 11. marca 2020 pa ga je označila za pandemijo. Na dan 29. oktober 2021 je bilo potrjenih več kot 245 milijonov primerov bolezni COVID-19 v več kot 200 državah in ozemljih, umrlo je več kot 4.980.000 ljudi,  po dotlej zbranih podatkih je 77,2 milijonov ljudi ozdravelo. 30. maja 2020 je število potrjeno okuženih po vsem svetu preseglo 6 milijonov.
Virus se prenaša ob bližnjem stiku in s kapljicami sline ter nosnih izločkov, ki jih človek izloča v okolje ob kašljanju, kihanju ter govorjenju. Te drobne kapljice se izločajo tudi pri dihanju, a v tem primeru hitro padejo proti tlom in se ne širijo po zraku na daljše razdalje. Oseba se lahko okuži tudi tako, da se dotakne kontaminirane površine in nato svojih oči, nosa ali ust. Virus je obstojen do nekaj dni na trdnih površinah. Oboleli je najbolj kužen prve tri dni po pojavu simptomov, vendar je prenos možen že pred pojavom simptomov in v kasnejših fazah bolezni. Čas med izpostavljenostjo in pojavom simptomov je običajno okrog pet dni, sega pa vse od dva do 14 dni. Običajni simptomi so vročina, suh kašelj in zadihanost, med komplikacijami pa sta pljučnica in sindrom akutne dihalne stiske (ARDS). V začetnih fazah pandemije ni bilo cepiva ali specifičnega protivirusnega zdravila za zdravljenje bolezni COVID-19, zato je bilo zdravljenje simptomatsko in podporno. Najbolj priporočeni preventivni ukrepi so umivanje rok, pokrivanje ust ob kašljanju oz. kihanju, držanje fizične razdalje od drugih ljudi in opazovanje ter samoizolacija za vse, ki pri sebi sumijo na okužbo.
Za zajezitev širjenja virusa so po številnih delih sveta uvedli omejitve potovanj, karantene, policijske ure, zapiranje javnih ustanov, nadzor nad tveganjem na delovnem mestu in prestavitve ali odpovedi javnih dogodkov. Med ukrepi so državne ali regionalne karantene (začenši s popolnim zaprtjem Hubeja), policijska ura na Kitajskem in v Južni Koreji, zapiranje meja oz. omejevanje prihoda popotnikov, preverjanje zdravja na letališčih in železniških postajah ter prepovedi zapuščanja države. Tudi v Sloveniji, kjer je bil prvi primer okužbe odkrit 4. marca 2020, je vlada zaradi širjenja pandemije uvedla prepoved zbiranja in gibanja na javnih mestih (z izjemami), zaprla vse vzgojno-izobraževalne ustanove in ustavila javni potniški promet.
Pandemija je že povzročila hude socialno-ekonomske motnje po vsem svetu, prestavitev ali odpoved pomembnih športnih, verskih in kulturnih dogodkov ter strah pred pomanjkanjem, ki je ponekod sprožil panično nakupovanje. V več kot 160 državah so zaprli šole in univerze, bodisi na lokalni, bodisi na državni ravni, kar ovira šolanje skoraj 90 odstotkov učencev na svetu. Hkrati so se začele po svetovnem spletu širiti številne dezinformacije in teorije zarote o virusu, zabeleženi pa so bili tudi posamezni ksenofobni izpadi, usmerjeni proti Kitajcem oz. ljudem z vzhodnoazijskim izgledom, kot tudi tujcem iz drugih žarišč bolezni po svetu.

## Epidemiologija
31. decembra 2019 je zdravstveni urad v kitajskem Vuhanu poročal o skupku primerov pljučnice neznanega vzroka, zato je bila v začetku januarja 2020 sprožena preiskava. Večino primerov so povezali z veleprodajno tržnico z morsko hrano Huanan, kjer prodajajo tudi žive divje živali, zato predvidevajo, da je virus zoonotičen – na človeka je preskočil z živali. Novoodkriti virus, ki je soroden netopirskim koronavirusom in SARS-koronavirusu, je dobil oznako SARS-CoV-2
Prvi znani okuženi, pri katerem so se pojavili simptomi, je zbolel 1. decembra 2019 in ni bil povezan s kasnejšim skupkom primerov. Od kasneje prepoznanega skupka sta imeli dve tretjini obolelih povezavo s tržnico. Kitajske oblasti so zaradi hitrega širjenja uvedle strogo karanteno za mesto Vuhan in jo kasneje razširile na 15 mest v provinci Hubej. Kasneje so bili sprejeti ukrepi za omejevanje širjenja tudi v številnih drugih mestih, po oceni naj bi bilo bolj ali manj strogim omejitvam gibanja na javnih površinah podvrženo 760 milijonov ljudi ali več kot polovica kitajskega prebivalstva.
Konec februarja 2020 je Svetovna zdravstvena organizacija poročala, da se je širjenje bolezni na Kitajskem upočasnilo, nenadoma pa se je epidemija začela hitro širiti v Italiji, Iranu in Južni Koreji. 26. februarja je število novih potrjenih primerov izven Kitajske prvič preseglo število znotraj Kitajske. 2. aprila 2020 je število uradno potrjenih primerov po svetu preseglo milijon, 15. aprila 2 milijona, 27. aprila 3 milijone (od tega milijon v ZDA), 8. maja 4 milijone, 21. maja 5 milijonov in 30. maja 6 milijonov.

### Primeri
Podatek o številu primerov pomeni število ljudi, ki so bili testirani za COVID-19 in pri katerih je bil test pozitiven po uradnem protokolu. Število dejansko okuženih je verjetno znatno višje, saj mnogi, ki nimajo simptomov ali izražajo samo blage simptome, niso testirani zaradi organizacijskih, finančnih in materialnih omejitev zdravstvenega sistema. V številnih državah so se oblasti odločile, da bodo testirani le ljudje z resnejšim potekom bolezni. Med njimi so Italija, Nizozemska, Španija, in Švica. Tudi v Sloveniji testirajo le osebe z razvito akutno okužbo dihal iz treh skupin:
- pred ali med hospitalizacijo
- zdravstveni delavci
- oskrbovanci domov za ostarele in socialno-varstvenih zavodov

Nobena država doslej ni testirala več kot nekaj odstotkov prebivalcev.

### Smrtnost
Večina obolelih za COVID-19 ozdravi. Pri tistih, ki ne, je bil čas med pojavom simptomom in smrtjo 6 do 41 dni, največkrat 14 dni. Na 29. oktober 2021 je bilo bolezni pripisano 4.980.000 smrti.
Prva potrjena žrtev nove bolezni je bila 9. januarja 2020 v Vuhanu. Prva žrtev izven Kitajske je bila zabeležena 1. februarja na Filipinih, izven Azije pa 14. februarja v Franciji. Do 13. marca je več kot 40 držav in ozemelj na vseh celinah razen Antarktike poročalo o smrtih, povezanih z okužbo z virusom SARS-CoV-2.
V epidemiologiji uporabljajo različna merila za vrednotenje smrtnosti. Vrednosti se razlikujejo med regijami sveta in se spreminjajo s časom, nanje med drugim vplivajo obseg testiranja, kakovost zdravstva, dostopnost zdravljenja, čas od izbruha in starostna ter spolna struktura prebivalstva, kot tudi splošno zdravstveno stanje ljudi.
Razmerje med umrlimi in potrjenimi primeri je število smrti deljeno s številom diagnosticiranih primerov v določenem časovnem obdobju. Za COVID-19 znaša na 29. oktober 2021 po globalni oceni 2,0 % (4.984.613/245.711.238).
Med merili sta še smrtnost, ki odraža odstotek umrlih diagnosticiranih, in smrtnost okuženih, ki odraža odstotek vseh umrlih za boleznijo (ti dve merili nista časovno omejeni). Zaradi hitrega spreminjanja situacije in razlik med državami, tako po strukturi prebivalstva kot po pristopu do obvladovanja epidemije, imajo ocene teh za pandemijo v svetovnem merilu zelo veliko stopnjo negotovosti.

### Trajanje
Stališče WHO je, da je možno pandemijo nadzorovati. Tudi brez ukrepanja se izbruhi nalezljivih bolezni sčasoma ustavijo, ko zmanjka primernih gostiteljev, vendar je nemogoče zanesljivo napovedati, kdaj bo vrhunec in kdaj se bo izbruh končal. Verjetno se to ne bo zgodilo povsod hkrati. Višji svetovalec za medicino kitajske vlade je ocenil, da bi se lahko končal do junija, če bi se vse države držale WHO-jevih navodil za omejevanje širjenja, drugi epidemiologi pa pravijo, da bodo ukrepi, kot je fizično ločevanje ljudi, potrebni, dokler ne bo razvito cepivo (kar lahko traja 18 mesecev ali več). Nekateri epidemiologi mislijo, da bi lahko epidemija trajala celo do leta 2023, če ne bo cepljenih dovolj ljudi. Možno je tudi, da bo COVID-19 zaradi visoke kužnosti povzročitelja postala sezonska bolezen kot gripa. Kužnost vsako sezono bo v tem primeru odvisna od čredne imunosti in stopnje mutacij virusa.